# Attatha ethiopica
Attatha ethiopica är en fjärilsart som beskrevs av George Francis Hampson 1910. Attatha ethiopica ingår i släktet Attatha och familjen nattflyn. Inga underarter finns listade i Catalogue of Life.